# Búnkeres de Nules

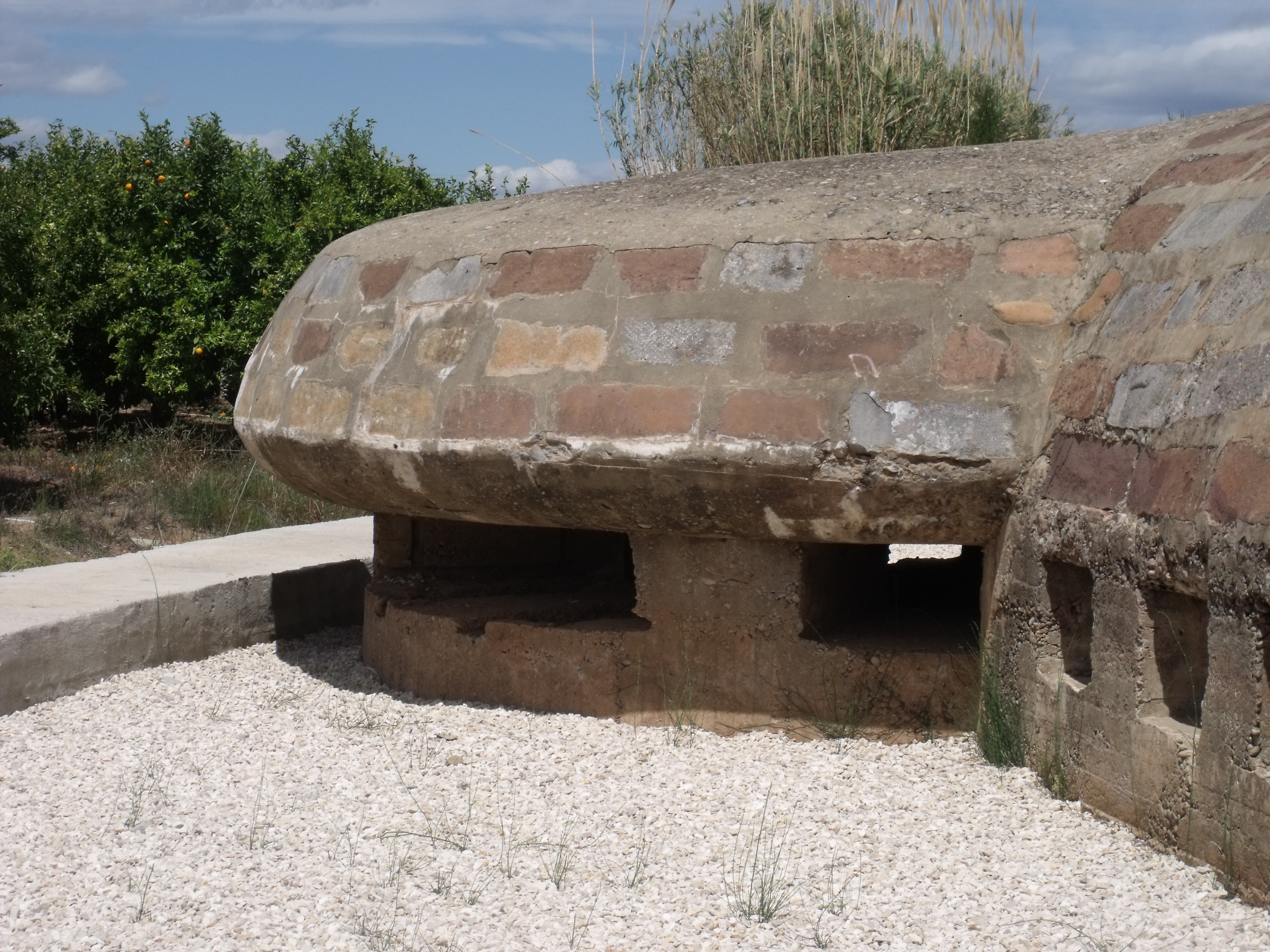
Nido de ametralladora perteneciente al búnker n.º 3.

Los búnkeres de Nules son un conjunto de cuatro fortificaciones situados en la localidad castellonense de Nules y construidos por el bando sublevado durante la Guerra Civil Española. Fueron levantados después de que fracasara la llamada «Ofensiva del Levante» del Ejército franquista, y el frente de Levante quedase estabilizado hasta el final de la contienda.

## Situación
- Situación en 1938
- Situación tras la construcción de la AP-7

Las fortificaciones se encuentran en el término de Nules, junto al Camí del Cabeçol, en el lugar donde éste cruza con la AP-7. Para comprender su situación original hay que tener presente que dicha autopista no existía en 1938, cuando se edificaron. El búnker 1 se encuentra al sur del camino, mientras que los otros tres están al norte. La construcción de la AP-7 ha hecho que el búnker 2 esté al lado oriental de la misma, mientras que los otros lo están al occidental. El conjunto protegía el Camí del Cabeçol y la llanura costera entre el casco urbano de Nules y su playa.

## Descripción
Se trata de cuatro elementos independientes. Aunque están próximos, no hay elementos protegidos que los comuniquen. Cada uno de ellos presenta una morfología diferente, si bien hay elementos comunes a todos ellos. Así todos están construidos con hormigón y bloques de piedra, estos últimos obtenidos de las aceras de Nules. También todos presentan un emplazamiento para ametralladoras de planta circular, si bien el arco que cubren varía en amplitud, acompañado por una o dos galerías para fusileros.
Todos los búnkeres tienen planta trapezoidal con una longitud de entre 15 y 18 metros y una anchura de entre 3 y 3,30. Las cubiertas son semicirculares de bóveda rebajada, para obtener una mayor eficacia para repeler los proyectiles.

## Historia
Entre el siete y el ocho de julio de 1938, los efectivos de la 83.ª División de Infantería, integrada en el Cuerpo de Ejército de Galicia, tomaron Nules. Durante varios meses el frente quedó establecido algo más al sur, pero no muy alejado de Nules, que sufriría por ello graves daños.
El ocho de agosto se produjo una contraofensiva republicana  desde la zona de la costa que alcanzó la zona del Camí del Cabeçol. Esto llevó a la edificación de los cuatro búnkeres.
El ejército republicano emprendió una nueva contraofensiva el siete de noviembre de 1938, en la que la 53.ª División republicana consiguió alcanzar  nuevamente el Camí del Cabeçol en algunos puntos.

## Galería

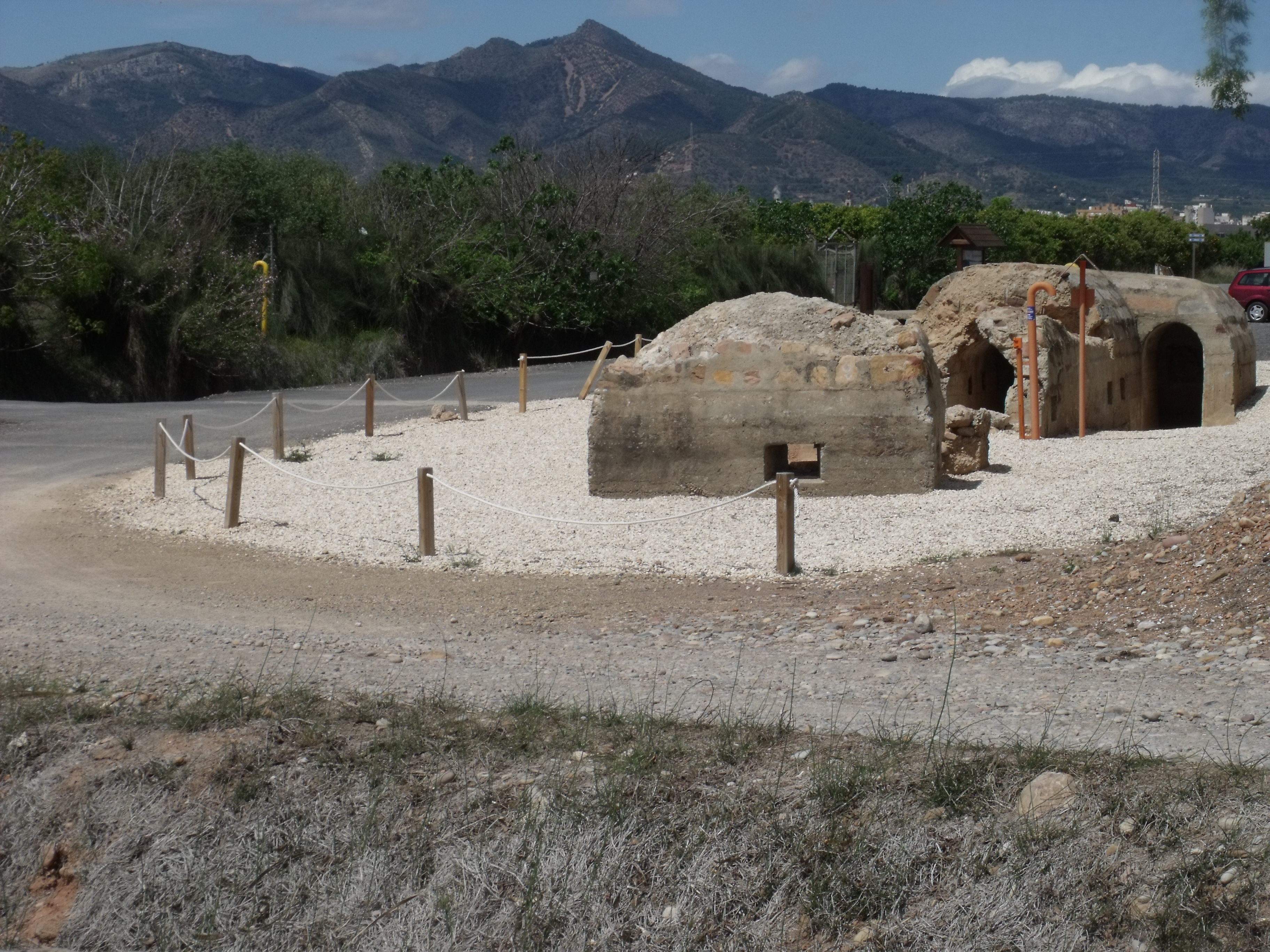
Búnker 1, partido por las obras de un gaseoducto
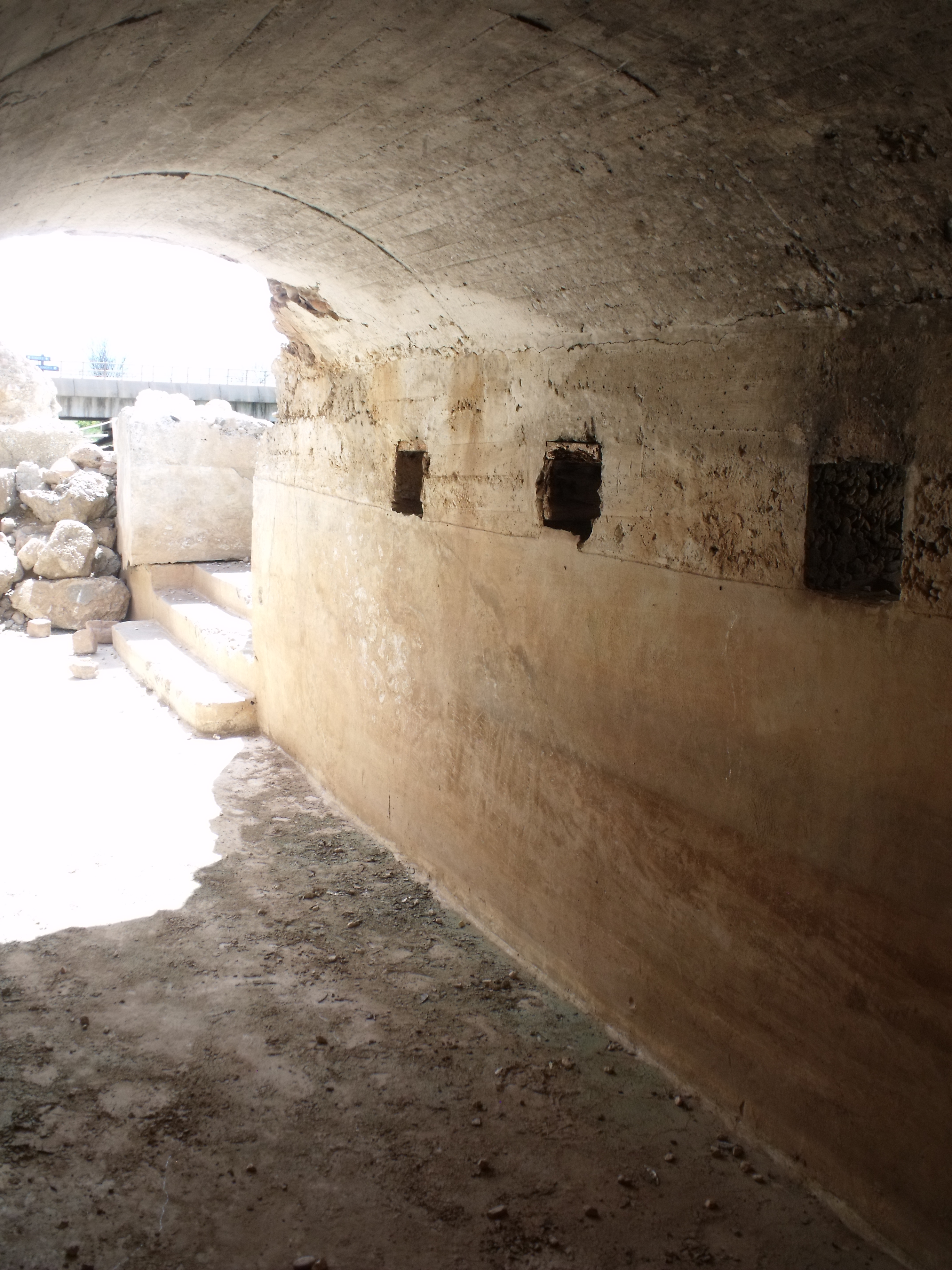
Interior del búnker 1
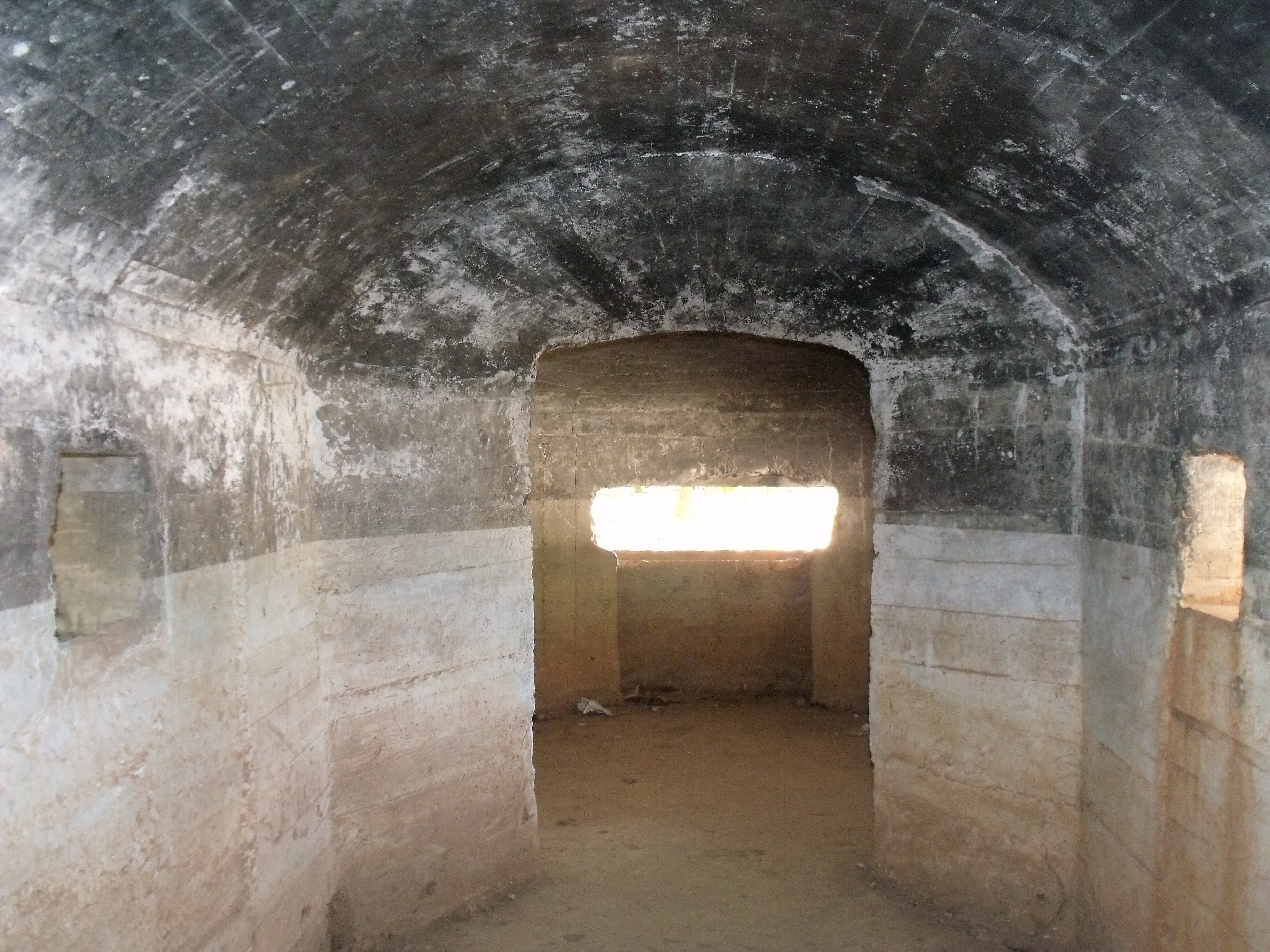
Búnker 2: interior mirando a la posición de la ametralladora
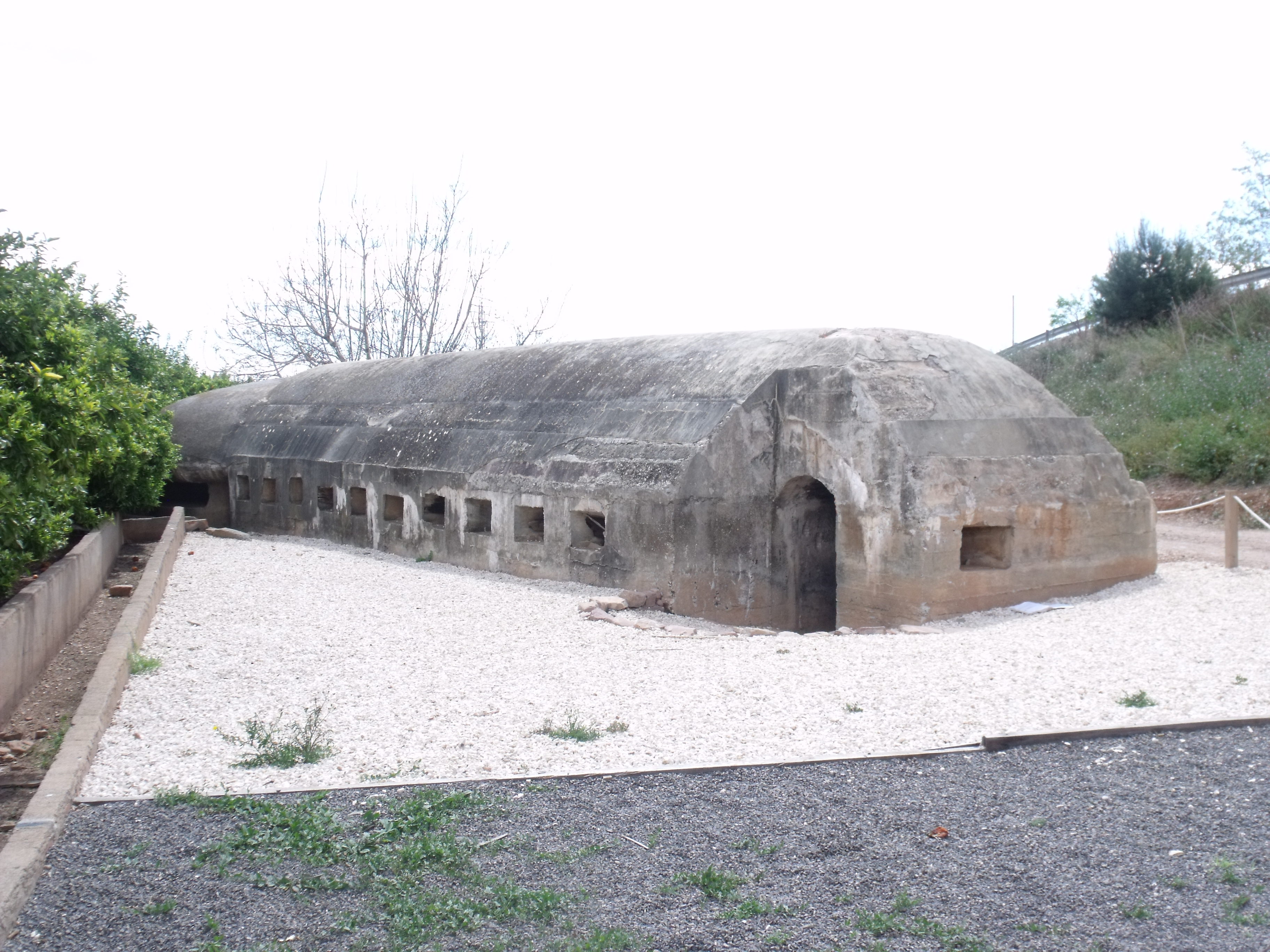
Exterior del búnker 2
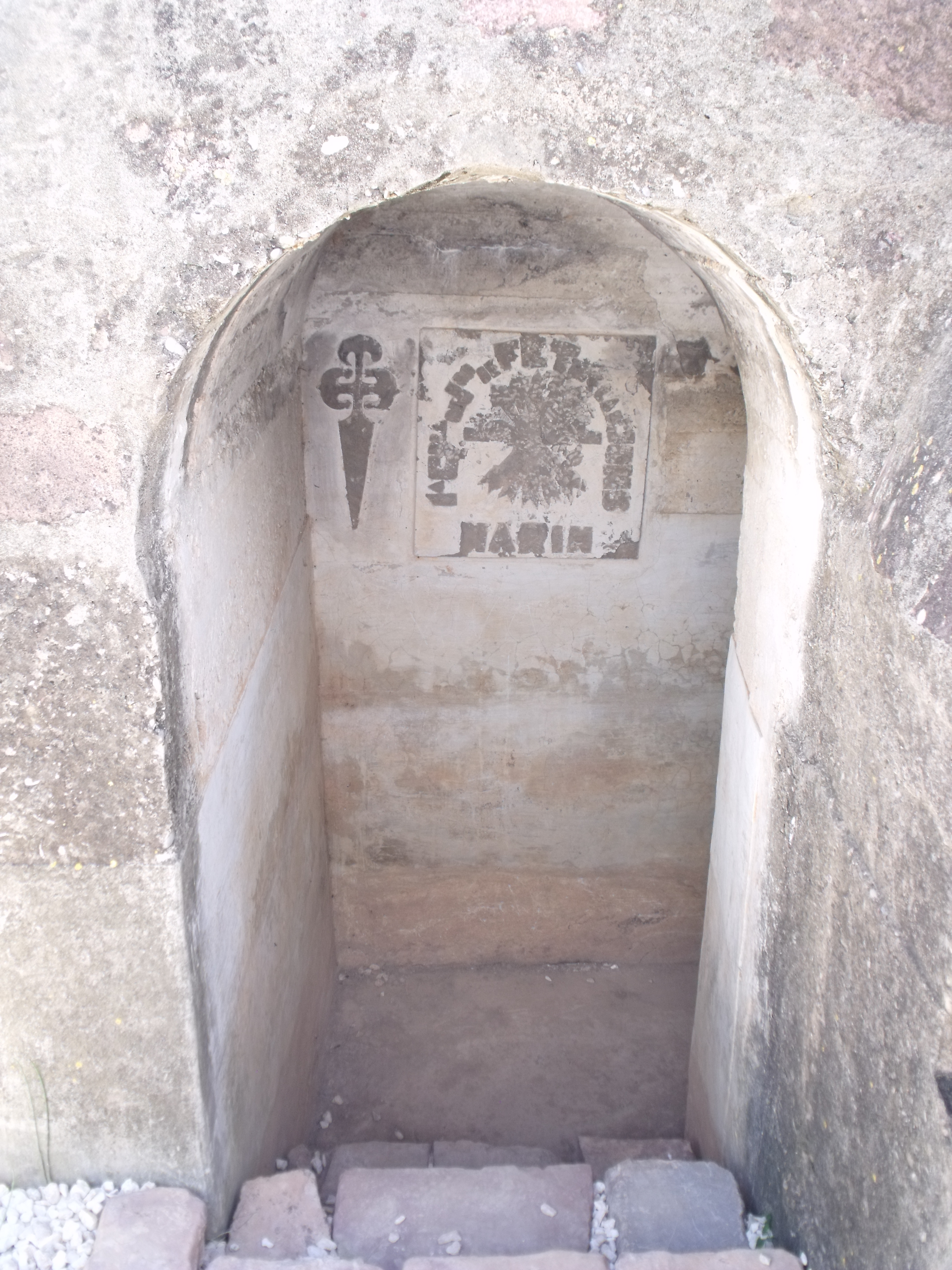
Acceso al búnker 3
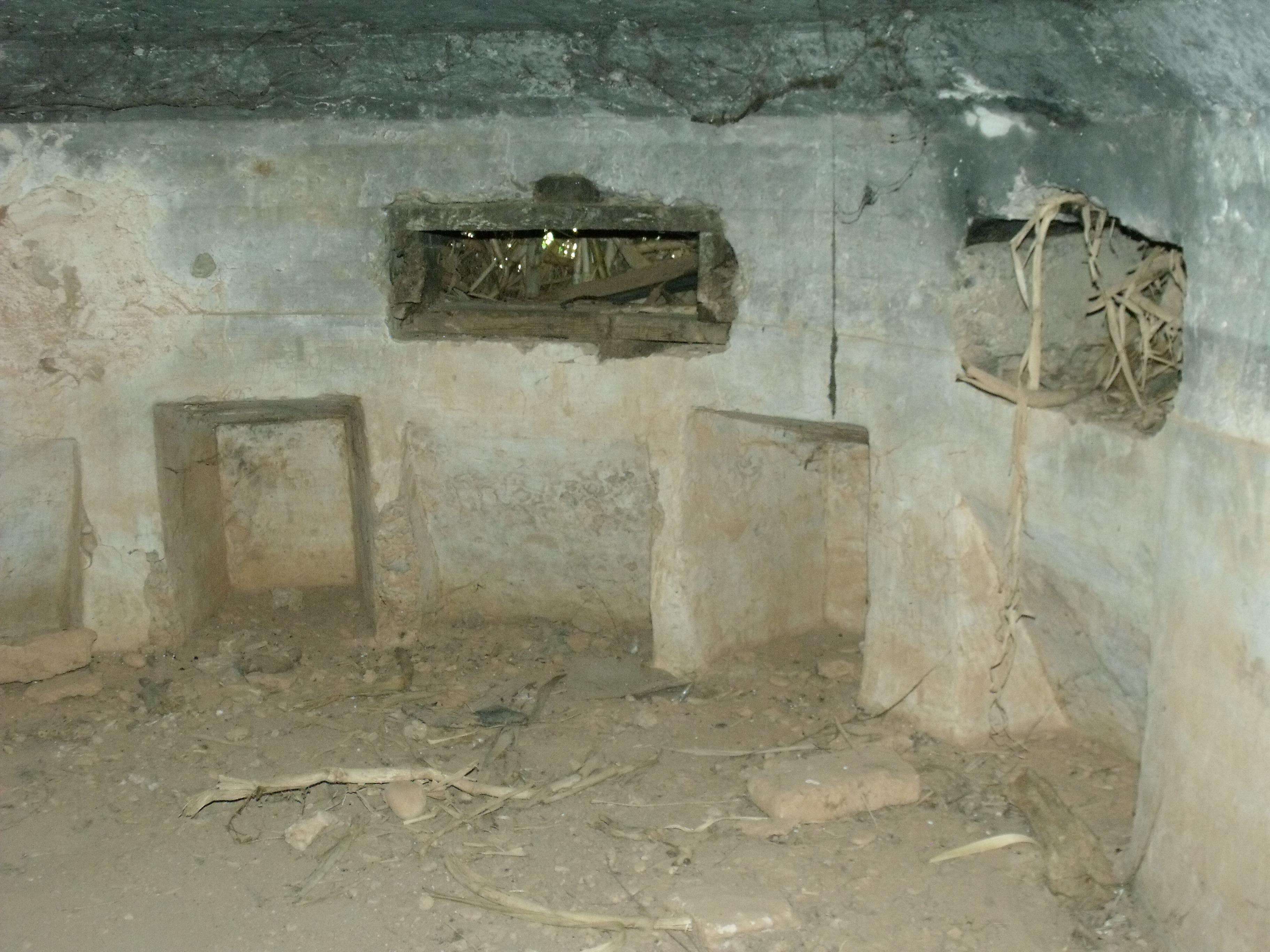
Interior del búnker 4 antes de su restauración
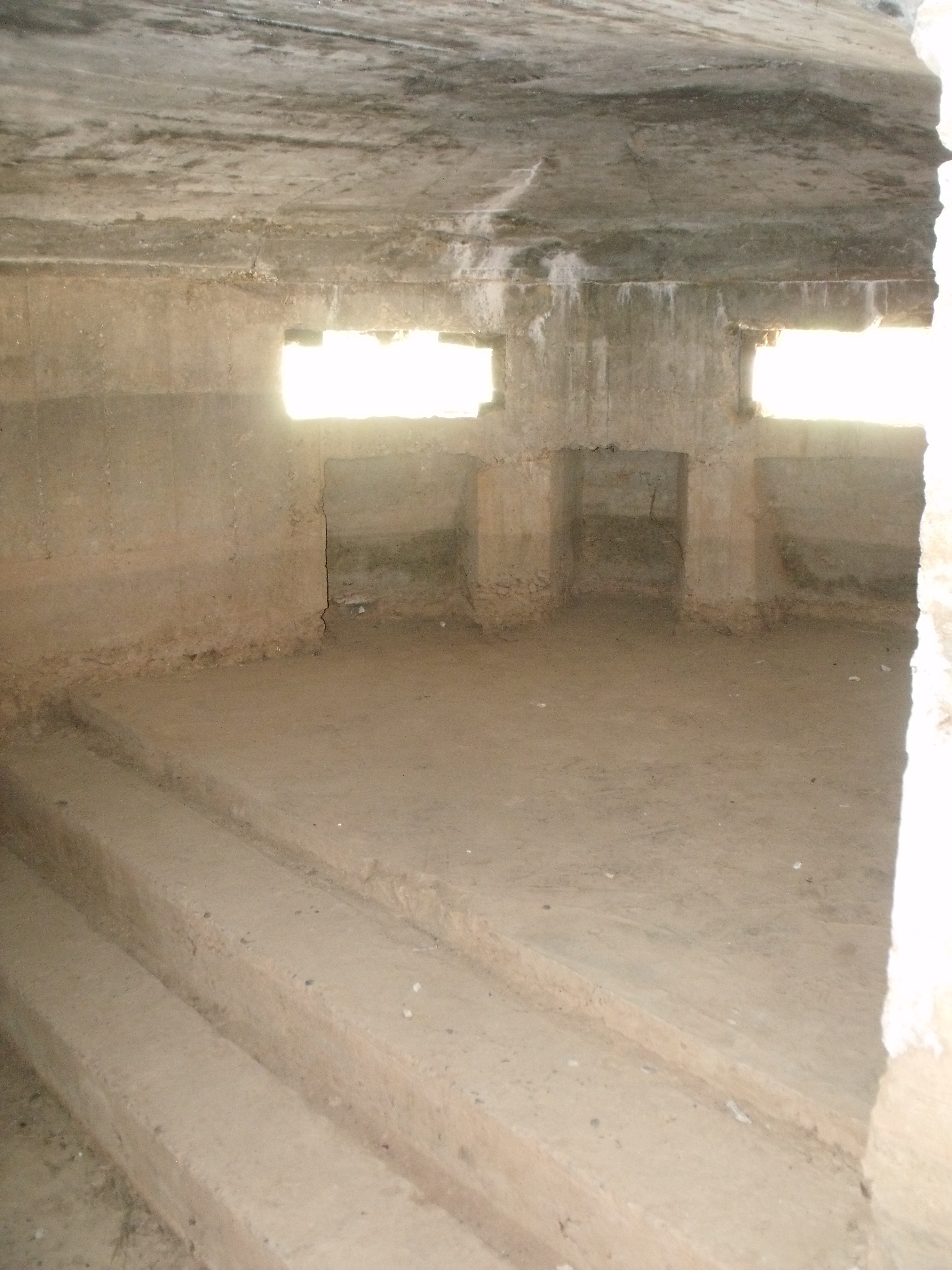
Búnker 4 restaurado